# Mehring (Mosel)
Mehring település Németországban, Rajna-vidék-Pfalz tartományban. Lakosainak száma 2536 fő (2023. december 31.).

## Népesség
A település népességének változása:
| Lakosok száma | 1935 | 2293 | 2317 | 2383 | 2402 | 2468 | 2477 | 2536 |
|               | 1975 | 2014 | 2015 | 2017 | 2019 | 2021 | 2022 | 2023 |